# 690. grenadirski polk (Wehrmacht)
690. grenadirski polk (izvirno nemško 690. Grenadier-Regiment; kratica 690. GR) je bil pehotni polk Heera v času druge svetovne vojne.

## Zgodovina
Polk je bil ustanovljen 15. oktobra 1942 in dodeljen 337. pehotni diviziji. Razpuščen je bil 28. marca 1944.
Ponovno je bil ustanovljen 15. septembra 1944 za 337. ljudskogrenadirsko divizijo.